# Крючков Віктор Леонідович
Ві́ктор Леоні́дович Крючко́в (18 квітня 1992 — 21 листопада 2015) — молодший сержант Збройних сил України, учасник російсько-української війни.

## Життєпис
Народився 1992 року в селі Верболози Вінницької області. До 9 класу вчився у Вернигородоцькій ЗОШ. Після школи опанував спеціальністю електрика. Протягом 2007—2015 років винаймав житло та проживав із родиною у Козятині. Останнім часом служив у спецпідрозділі «Ягуар».
Пішов на фронт добровольцем — у складі батальйону «Донбас». Зумів вижити під час виходу з Іловайського котла — тоді з 15 осіб вижити вдалося тільки йому, зазнав поранення. Після лікування підписав контракт на службу; молодший сержант, командир відділення кулеметників, сапер розвідувального взводу, 46-й окремий батальйон «Донбас Україна». Наприкінці жовтня приїздив додому, 21 грудня мав демобілізуватися.
21 листопада 2015 року під час обстеження території північніше «Бахмутської траси» — поблизу села Кримське Новоайдарського району — внаслідок підриву на осколково-загороджувальній міні загинув на місці капітан Ігор Максименко. Віктор Крючков зазнав смертельних поранень, помер в лікарні Сєвєродонецька.
24 листопада похований з військовими почестями в селі Верболози Козятинського району.
Без Віктора лишилися мама, три сестри й брат.

## Вшанування
- Почесний громадянин міста Козятин (рішенням 16-ї сесії Козятинської міської ради, посмертно)
- 4 березня 2016 року у Вернигородоцькій ЗОШ встановлено меморіальні дошки Олександру Москалюку та Віктору Крючкову
- Рішенням Козятинської районної ради нагороджений нагрудним знаком «За заслуги перед Козятинщиною» (посмертно;  30 березня 2018 року)
- Його портрет розміщений на меморіалі «Стіна пам'яті полеглих за Україну» у Києві: секція 7, ряд 10, місце 38
- Вшановується 21 листопада на щоденному ранковому церемоніалі вшанування українських захисників, які загинули цього дня у різні роки внаслідок російської збройної агресії[1]